# Violeta Slović
Violeta Slović (serbisch-kyrillisch Виолета Словић, * 30. August 1991 in Kragujevac, BR Jugoslawien) ist eine serbische Fußballspielerin. Sie ist Spielführerin ihres Vereins und der Nationalmannschaft, für die sie seit 2009 spielt.

## Karriere

### Vereine
Slović spielt seit der Saison 2011/12 für den in Subotica ansässigen FK Spartak Subotica durchgängig in der Superliga Srbije u fudbalu za žene, der höchsten Spielklasse im serbischen Frauenfußball, und gewann zwölfmal den Meistertitel und zehnmal den Pokaltitel. Auf internationaler Vereinsebene kam sie bei fünf Teilnahmen ihrer Mannschaft am Wettbewerb der Champions-League in jeweils fünf in Hin- und Rückspiel ausgetragenen Erstrundenspiele zum Einsatz (2012/13, 2013/14, 2018/19, 2019/20 und 2020/21).

### Nationalmannschaft
Slović bestritt für die U19-Nationalmannschaft neun Länderspiele. Sie kam in zwei aufeinander folgenden Jahren und im Jahr 2010 in jeweils drei EM-Qualifikationsspielen zum Einsatz. Ihr Debüt als Nationalspielerin gab sie am 27. September 2007 im Torpedo-Stadion in Schodsina im torlosen Spiel gegen die U19-Nationalmannschaft Belarus’, dem ersten Spiel der Gruppe 5 in der ersten Qualifikationsrunde für die vom 7. bis zum 19. Juli 2008 in Italien angestrebte und altersbezogene Europameisterschaft.
Für die A-Nationalmannschaft spielt sie seit dem 26. September 2009, als sie im zweiten Spiel der WM-Qualifikationsgruppe 1 beim 1:1-Unentschieden gegen die Nationalmannschaft Kroatiens in Niš in der 80. Minute für Monika Šišković eingewechselt wurde. Auch im siebten und neunten Spiel (0:1 gegen Estland am 19. Oktober 2010 in Rakvere, 0:0 gegen Nordirland am 21. August 2010 in Požarevac) wurde sie berücksichtigt. Sie bestritt u. a. das dritte und zehnte Spiel der WM-Qualifikationsgruppe 1 in den beiden Begegnungen mit der Nationalmannschaft Frankreichs, die in Inđija und in Troyes mit 0:2 und 0:7 verloren wurden. Für die von ihrer Mannschaft angestrebten Teilnahmen an den Weltmeisterschaften 2015, 2019 und 2023 leistete sie in weiteren 26 Länderspielen ihren Beitrag; eine Endrundenteilnahme wurde jedoch nicht realisiert.
Des Weiteren kam sie in den ersten sieben von acht Spielen der EM-Qualifikationsgruppe 6 zum Einsatz. Im sechsten Spiel dieser Gruppe erzielte sie beim 4:1-Sieg über die Nationalmannschaft Kroatiens am 16. Juni 2012 in Vrbovec mit dem Treffer zum 2:0 in der 44. Minute ihr erstes A-Länderspieltor.
Am 15. und am 20. September 2016 (1 Tor beim 4:2 gegen Kroatien) und vom 1. September 2019 bis zum 1. Dezember 2020 bestritt sie weitere zwei und acht EM-Qualifikationsspiele in der Gruppe 7 und G sowie vier EM-Ausscheidungsqualifikationsspiele 2024.
Am 8. und 11. Juni 2017 war sie beim zweimaligen und in Freundschaft ausgetragenen Kräftemessen mit der Nationalmannschaft Russlands im Spiel und erlebte mit 2:5 und 0:2 jeweils im Saturn-Stadion von Ramenskoje zwei Niederlagen mit. Am 6. und 9. November 2018 sowie am 14. Juni 2019 wurde sie in drei weiteren Freundschaftsspielen (0:1 und 1:2 gegen Russland in Lazarevac sowie 1:1 gegen Schweiz (1 Tor) in Stara Pazova) berücksichtigt, wie auch am 10. und 14. Juni 2021 im zweimaligen Aufeinandertreffen mit der Nationalmannschaft Ungarns (0:4 und 3:2 jeweils in Szeged) und ferner am 17. Februar und 24. Juni 2022 (1:0 gegen Bosnien-Herzegowina in Antalya und 0:5 gegen Japan in Stara Pazova), am 17. und 21. Februar 2023 (3:2 gegen Bosnien-Herzegowina, 0:0 gegen Slowakei jeweils in Antalya) und nochmals am  7. und 10. April 2024 (6:0 gegen Bosnien-Herzegowina und 3:2 gegen Südafrika (1 Tor) jeweils im Sportski centar FSS in Stara Pazova).
Im Spieljahr 2019 nahm sie mit ihrer Mannschaft am Turnier um den Istrien-Cup auf der kroatischen Halbinsel Istrien teil und kam in beiden Spielen der Gruppe B zum Einsatz, in denen ihr im ersten Spiel das Tor zum 4:0-Endstand in der 60. Minute gegen die Nationalmannschaft Montenegros gelang. Auch im Finale am 4. März in Zagreb wirkte sie bei der 0:2-Niederlage gegen die Nationalmannschaft Sloweniens mit.
Im neugeschaffenen Wettbewerb der Nations-League 2023/24 wurde sie in allen sechs Spielen der Gruppe B3 und in zwei Ausscheidungsspielen gegen die Nationalmannschaft Islands sowie am 21. und 25. Februar 2025 in Stara Pazova beim 1:0-Sieg über die Nationalmannschaft Finnlands und im torlosen Spiel gegen die Nationalmannschaft Belarus’ eingesetzt.
Für die angestrebte Teilnahme an der vom 2. bis zum 27. Juli 2025 in der Schweiz anstehenden Europameisterschaft bestritt sie zuvor fünf von sechs Spielen der Gruppe B2; gegen die Nationalmannschaft der Slowakei erzielte sie am 31. Mai 2024 (im 3. Gruppenspiel) beim 2:1-Sieg in Belgrad das Tor zum 1:1 in der 21. Minute.
Am 29. Oktober 2024 bestritt sie ihr 100. Länderspiel.

## Erfolge
Nationalmannschaft
- Istrien-Cup-Finalist 2019

FK Spartak Subotica
- Serbischer Meister 2012 – 2023
- Serbischer Pokal-Sieger 2012 – 2017, 2019, 2021 – 2023